# Paracentropogon longispinis
Poisson-feuille fin, Poisson-feuille voilé
Espèce
Paracentropogon longispinis, communément nommé Poisson-feuille fin ou Poisson-feuille voilé,  est une espèce de poissons osseux de la famille des scorpénidés, dont la morphologie le rapproche de son cousin Ablabys taenianotus.

## Description
Paracentropogon longispinis est un poisson de petite taille pouvant atteindre 13 cm de long.
Corps comprimé latéralement, doté d'une nageoire dorsale partant du dessus de la tête jusqu'à pratiquement rejoindre la base supérieure de la nageoire caudale. La nageoire dorsale lorsqu'elle est déployée forme une crête dentée et ses épines sont venimeuses.
Il se maintient au substrat et se déplace à l'aide de ses nageoires pectorales.
Sa couleur dominante est dans les tons brun-rouge, la ligne latérale est bien visible.Ce qui le distingue de ses autres cousins est le masque blanc, s'étirant du front à la lèvre inférieure en passant entre les yeux ainsi qu'un ou deux points blancs sur chaque côté du corps.

## Distribution & habitat
Ce poisson-feuille fréquente les eaux tropicalesde l'Indo-Pacifique Occidental, du Sud de l'Inde au Sud de la Chine en passant par la Nouvelle-Calédonie.
Il se rencontre de préférence sur fond sableux ou vaseux avec des gravats coralliens et débris végétaux (feuilles mortes et palmes) voire également dans prairies de Zosteraceae et ce de 1 m à 20 m de profondeur.

## Alimentation
Il se nourrit de petits poissons, de crevettes et autres petits crustacés passant à sa portée.

## Comportement
Benthique, nocturne, chasse à l'affût en imitant les mouvements des débris l'environnant.

## Sources bibliographiques
- Andrea & Antonnella Ferrari, Macrolife, Nautilis publishing, 2003 (ISBN 983-2731-00-3)
- Ewald Lieske et Robert Myers, Guide des poissons des récifs coralliens, Delachaux et Niestlé, 1995 (ISBN 2-603-00982-6)